# 1996년 4월
| 1996년: 1월 · 2월 · 3월 · 4월 · 5월 · 6월 · 7월 · 8월 · 9월 · 10월 · 11월 · 12월 |

| <          | 1996년 4월  | 1996년 4월 | 1996년 4월 | 1996년 4월  | 1996년 4월 | >          |
| 일         | 월          | 화         | 수         | 목          | 금         | 토         |
|            | 1 2.14 무진 | 2 15 기사  | 3 16 경오  | 4 17 신미   | 5 18 임신  | 6 19 계유  |
| 7 20 갑술  | 8 21 을해   | 9 22 병자  | 10 23 정축 | 11 24 무인  | 12 25 기묘 | 13 26 경진 |
| 14 27 신사 | 15 28 임오  | 16 29 계미 | 17 30 갑신 | 18 3.1 을유 | 19 2 병술  | 20 3 정해  |
| 21 4 무자  | 22 5 기축   | 23 6 경인  | 24 7 신묘  | 25 8 임진   | 26 9 계사  | 27 10 갑오 |
| 28 11 을미 | 29 12 병신  | 30 13 정유 |            |             |            |            |

| 편집하기 |

## 1996년4월 11일
- 대한민국 15대 총선이 실시되었다.

## 1996년4월 7일
- 대한민국 최초의 메이저리거 박찬호가 미국 프로 야구 시카고 커브스와의 경기에서 4이닝 무실점으로 한국인 최초의 메이저 리그 승리 투수가 되다.

## 1996년4월 6일
- 메이저 리그 사커의 첫 시즌이 시작되었다.